# Arenberg-Dreigemeindewald
Das Naturschutzgebiet  Arenberg-Dreigemeindewald liegt im Landkreis Alzey-Worms in Rheinland-Pfalz.
Das 61 ha große Gebiet, das im Jahr 1991 unter Naturschutz gestellt wurde, erstreckt sich südwestlich der Ortsgemeinde Wendelsheim entlang des Wiesbachs im Naturraum Wiesener Randhöhen, der Teil der sogenannten Rheinhessischen Schweiz ist. Nordwestlich verläuft die Landesstraße L 404, der östliche Teil des Naturschutzgebietes verläuft an der Gemarkungsgrenze zu Nack sowie dem Ahrenberg.
Das Gebiet umfasst das Wiesbachtal mit dem naturnahen Wiesbachlauf, den bachbegleitenden Eschen-Erlen-Saumwald und die angrenzenden Niederungsflächen sowie die talbegleitenden Hangbereiche mit verschiedenartigen, naturnahen Waldbeständen, Blockschutt-, Fels- und Trockenbereiche sowie Halbtrockenrasen.